# Zagrebs zoologiska trädgård

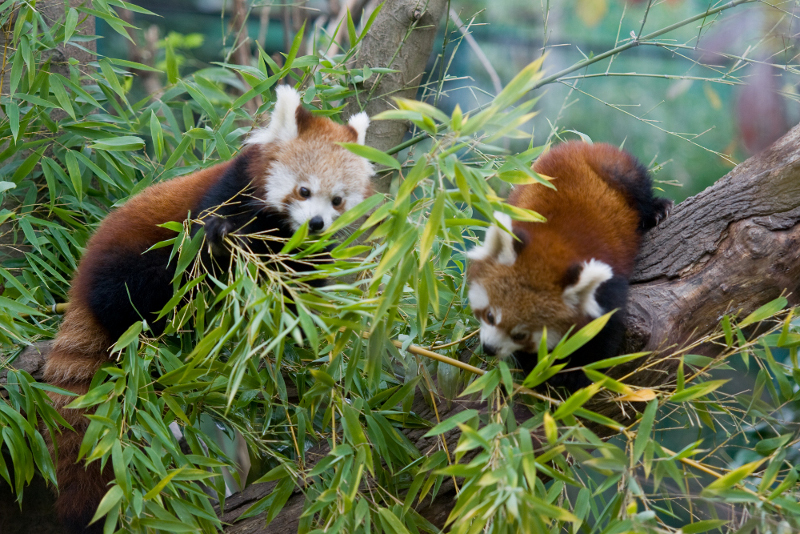
Kattbjörnar i djurparken.

Zagrebs zoologiska trädgård (kroatiska: Zoološki vrt grada Zagreba) eller Zagrebs zoo är en djurpark i Zagreb i Kroatien. Den omfattar en yta på 7 hektar och ligger i den södra delen av Maksimirparken i stadsdelen Maksimir. Djurparken anlades år 1925 och är den till ytan största av tre statligt ägda djurparker i Kroatien. I parken finns omkring 275 djurarter och flera olika växtarter representerade. 

## Historia
Zagrebs zoologiska trädgård grundades den 27 juni 1925 av Mijo pl. Filipović. På invigningsdagen fanns det tre rävar och tre ugglor i djurparken men med hjälp från andra djurparker kom antalet djur och arter snabbt att stiga. År 1971 fanns det 159 djurarter men år 1989 hade antalet sjunkit till 129 djurarter fördelade på 601 individer. År 1990 påbörjades parkens renovering och modernisering.

## Djurarter
I djurparken finns flera djurarter, däribland jaguarer, leoparder, krokodiler, zebror, apor, tapirer, sjölejon, pandor och fåglar.